# Craonne
Craonne es una comuna francesa, situada en el departamento de Aisne, de la región de Alta Francia.

## Demografía
| 150 | 140 | 96 | 78 | 68 | 67 | 65 | 80 |
| Para los censos de 1962 a 1999 la población legal corresponde a la población sin duplicidades (Fuente: INSEE [Consultar]) |     |    |    |    |    |    |    |

## Lugares de interés
- Arboretum de Craonne